# Jack Irons
Jack Steven Irons (* 18. července 1962 Los Angeles) je americký bubeník a multiinstrumentalista. Je nejlépe známý jako zakládající bubeník americké rockové skupiny Red Hot Chili Peppers a jako bývalý člen skupiny Pearl Jam, se kterými nahrál dvě studiová alba.
Kromě práce s Red Hot Chili Peppers a Pearl Jam byl členem skupiny Eleven, The Wallflowers a Mark Lanegan Band. Spolupracoval s Joe Strummerem a Latino Rockabilly War, Redd Kross, Raging Slab, Spinnerette a Les Claypool Frog Brigade . V roce 1995 se skupinou Pearl Jam a Neilem Youngem nahráli album Mirror Ball. V roce 2004 vydal své první sólové album Attention Dimension a v roce 2010 vydal své druhé album No Heads Are Better Than One.
Do Rock and Roll síně slávy byl uveden jako člen Red Hot Chili Peppers 14. dubna 2012. Tehdy se spolu s bývalým bubeníkem Cliffem Martinezem po 24 letech přidal na pódiu ke skupině a zahrál si jeden z hitů " Give It Away ".